# كايك رودريغيز
كايك رودريغيز (بالبرتغالية: Kayke Moreno de Andrade Rodrigues) (1 أبريل 1988 في برازيليا في البرازيل – )؛ هو لاعب كرة قدم يلعب كمهاجم.
لعب سابقاً في نادي باهيا ونادي قطر ونادي أم صلال ونادي الخور ونادي العروبة الإماراتي.

## وصلات خارجية
- كايك رودريغيز على موقع رابطة كرة القدم اليابانية للمحترفين (اليابانية)
- كايك رودريغيز على موقع قاعدة بيانات كرة القدم.إي يو (الإنجليزية)
- كايك رودريغيز على موقع Soccerway.com (الإنجليزية)
- كايك رودريغيز على موقع عالم كرة القدم.نت (الإنجليزية)